# Car Ping od Hana
Car Ping (9. pr. Kr. – 3. veljače 6. po Kr.) bio je kineski car iz dinastije Han koji je vladao od godine 1. pr. Kr. do godine 5. po Kr. Nakon što je njegov prethodnik - car Ai - umro bez djece, prijestolje je pripalo njegovom rođaku, caru Pingu, koji je u tom trenutku bio devetogodišnje dijete. Wang Manga je njegovim regentom imenovala Velika carica majka Wang. Nezadovoljan diktatorskim načinom na koji njegov otac vodi regentstvo, Wangov sin Wang Yu (王宇) je skovao zavjeru s Pingovim rođacima iz klana Wei kako bi svrgnuli Wanga. Nakon što su otkriveni i pogubljeni, Wang je konsolidirao svoju vlast, prvo tako što je svoju kćer, Wang, odredio za suprugu mladom caru, a potom ga, navodno, dao otrovati kako bi spriječio njegovu kasniju osvetu za smrt rođaka. Kao nasljednika je Wang odredio njegovog rođaka, kasnije poznatog kao car Ruzi.